# Humplbräu

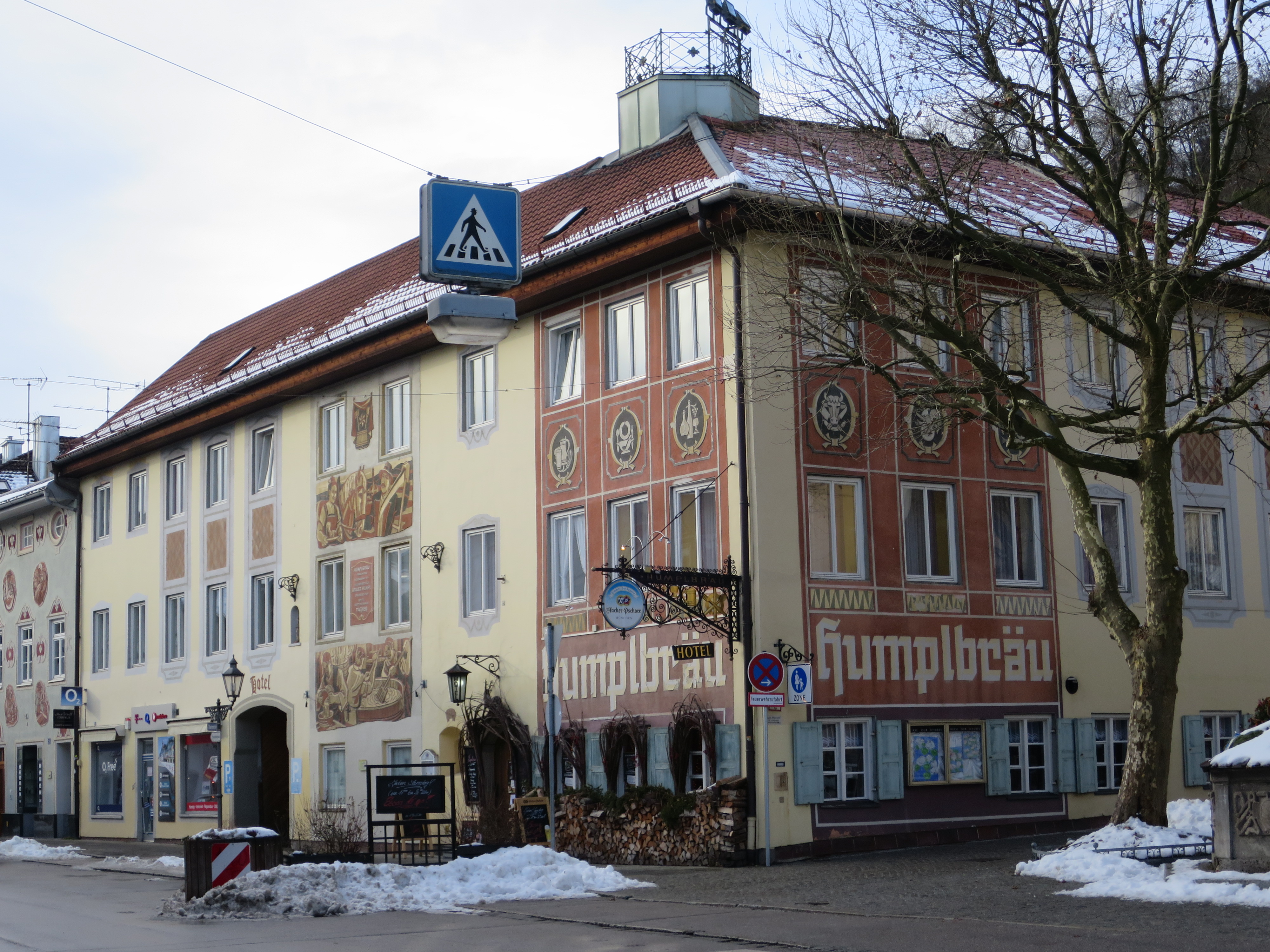
Der Humplbräu von Nordosten

Der Humplbräu ist ein denkmalgeschütztes Gasthaus und ehemaliger Brauereigasthof in der oberbayerischen Stadt Wolfratshausen. Der dreigeschossige Walmdachbau befindet sich in Ecklage am Obermarkt und stammt im Kern aus dem 16./17. Jahrhundert.

## Geschichte
Das Gebäude wurde im Jahr 1619 erstmals urkundlich erwähnt, als es zusammen mit der benachbarten Pfarrkirche St. Andreas abbrannte. 1620 erwarb ein gewisser Brauer Hans Humpl das nach dem Brand wieder erbaute Anwesen. Seitdem trägt das Gebäude, das im Laufe der Jahrhunderte oft den Besitzer wechselte, den Namen Humplbräu. Als während des Dreißigjährigen Krieges 1632 die Schweden im bayerischen Oberland einfielen, stand das Haus erneut in Flammen, doch Hans Humpl baute es in wenigen Monaten wieder auf. Im Laufe der Zeit wurde es mehrfach umgebaut und erweitert. Zum ältesten Teil gehört ein Raum mit einem Kreuzgewölbe.
Im Jahr 1803 hatte der Humplbräu einen Ausstoß von 77.040 Liter Bier. 1909 stellte er als letzte Wolfratshauser Braustätte den Braubetrieb ein. Seit 1912, als Hans Fagner das Anwesen für 101.292,46 Goldmark kaufte, befindet es sich im Besitz der Wirtsfamilie Fagner. Die Getränke werden bis heute im historischen Bierkeller gekühlt.
Oskar Maria Graf wählte den Wolfratshauser Humplbräu als Schauplatz für seine Erzählung „Die Firmung“, die im Band Größtenteils schimpflich. Von Halbstarken und Leuten, welche dieselben nicht leiden können abgedruckt ist.